# اگزوداس گاگاهان
اگزوداس گاگاهان (انگلیسی: Exodus Geohaghon؛ زادهٔ ۲۷ فوریهٔ ۱۹۸۵) بازیکن فوتبال اهل بریتانیا است.
از باشگاه‌هایی که در آن بازی کرده‌است می‌توان به باشگاه فوتبال وست برومویچ آلبیون، باشگاه فوتبال منزفیلد تاون، باشگاه فوتبال پیتربورو یونایتد، باشگاه فوتبال دارلینگتون، باشگاه فوتبال روترهام یونایتد، باشگاه فوتبال سولیهال مورس، باشگاه فوتبال تورکی یونایتد، باشگاه فوتبال وایت‌هاوک، باشگاه فوتبال ردیچ یونایتد، باشگاه فوتبال نانیتون تاون، باشگاه فوتبال براینتری تاون، باشگاه فوتبال کیدرمینستر هاریرس، باشگاه فوتبال ووستر سیتی، باشگاه فوتبال کترینگ تاون، باشگاه فوتبال بارنت، باشگاه فوتبال داگنم و ردبریج، باشگاه فوتبال پورت ویل، و باشگاه فوتبال شروزبری تاون اشاره کرد.
وی همچنین در تیم ملی فوتبال England C بازی کرده‌است.